# Cao Các
Cao Các là một vị tướng nhà Đinh, có công giúp Đinh Bộ Lĩnh đánh dẹp loạn 12 sứ quân, lập ra nhà nước Đại Cồ Việt trong lịch sử Việt Nam. Khi làm quan trong triều đình Hoa Lư, Cao Các tiếp tục lập công đánh dẹp Chiêm Thành và giúp nhân dân những vùng đất đi qua ổn định cuộc sống nên ông được nhiều nơi ở các tỉnh Ninh Bình, Thanh Hóa, Nghệ An, Hà Tĩnh, Quảng Bình,... lập đền thờ phụng. Việc tôn thờ Cao Các ở nhiều nơi có sự hòa nhập cùng tín ngưỡng thờ thần núi, trở thành hiện tượng phổ biến ở các tỉnh Bắc Trung Bộ, Việt Nam.

## Xuất thân
Theo Ngọc Phả Đại Vương tôn vị trung thần triều Đinh; Cao Các và Cao Sơn là hai anh em sinh đôi, sinh ngày 6 tháng 1 năm 938 ở làng Cao Xá, huyện Thọ Xuân, châu Ái (nay thuộc Thanh Hóa). Cha là ông Cao Trạch, mẹ là bà Lê Thị Điểm, quê ở xã Ninh Phúc, thành phố Hoa Lư ngày nay. Từ nhỏ, Cao Các đã học giỏi, thông minh tài trí hơn người; Cao Sơn võ nghệ tinh thông. Cao Các vốn thông minh, có sức khỏe phi thường, dung mạo hơn người, được nhân dân gọi là "thần đồng".
Khi hai anh em Cao Các, Cao Sơn lên hai mươi tuổi, đất nước rơi vào thời loạn mười hai sứ quân, hai ông bỏ làng đi tìm minh chúa.

## Sự nghiệp
Đinh Bộ Lĩnh phong Cao Các làm Giám Nghị đại phu, giao cho 5 vạn binh lính để đánh dẹp loạn 12 sứ quân. Cao Các, Cao Sơn đã cùng các tướng sỹ lần lượt đánh bại và thu phục các sứ quân: Lã Xử Bình, Dương Huy, Phạm Bạch Hổ, Đỗ Cảnh Thạc, Ngô Xương Xí,...
Ngày 6 tháng 6 năm Đinh Mão (tức 15 tháng 7 năm 967), Đinh Bộ Lĩnh điều một đạo quân do tướng Nguyễn Bồ chỉ huy tiến đánh sứ quân Nguyễn Siêu. Trong trận quyết liệt này Đinh Bộ Lĩnh bị mất 4 tướng là Nguyễn Bồ, Nguyễn Phục, Đinh Thiết và Cao Sơn cùng rất nhiều binh lính đều tử trận.
Khi Đinh Bộ Lĩnh trở về quê hương Hoa Lư xây dựng kinh đô, xưng Đại Thắng Minh Hoàng Đế. Vua ban cho Cao Các thực ấp ở huyện An Ninh. Cao Các lo khuyến khích nghề nông, làm việc nghĩa, luyện tập võ nghệ phòng khi nước nhà có biến cố, giúp triều đình bảo vệ quê hương và đánh giặc cứu nước.
Khi Vua Chiêm Thành đem quân uy hiếp Đại Cồ Việt, tấn công vào vùng Nghệ Tĩnh, vua Đinh Tiên Hoàng triệu Cao Các về triều, giao cho 5 vạn binh lính, ấn kiếm đi đánh giặc. Cao Các cầm quân xông pha nhiều trận đánh dẹp tại Nghệ An, Hà Tĩnh, Quảng Bình liên tiếp giành thắng lợi, quân Chiêm đại bại phải trốn về nước. Vùng đất nào phía nam Đại Cồ Việt bấy giờ cũng để lại dấu ấn của Cao Các trong việc đánh dẹp và giúp dân ổn định cuộc sống. Dẹp xong giặc Chiêm, vua Đinh Tiên Hoàng ban thưởng công Cao Các rất hậu, muốn lưu ông lại triều đình nhưng Cao Các xin về sống ở An Ninh quê ngoại (tức huyện Yên Khánh, Ninh Bình ngày nay).

## Cao Các đại vương
Khi về già Cao Các thường ngao du ở vùng đất Hoan Châu, một hôm ông đến núi Bằng Trình, huyện Thanh Nguyên, Nghệ An thì lâm bệnh mất đột ngột. Nhận được tin báo, Triều đình Hoa Lư thương tiếc cho lập miếu thờ. Đến thời vua Lý Thái Tổ, thấy đền miếu thiêng, biết ông là trung thần nhà Đinh đã phong tặng mỹ tự "Cao Các Đại Vương thượng đẳng thần". Các triều vua về sau phong sắc cho Ngài là Thượng Thượng đẳng tối linh Tôn thần. Các triều đại phong kiến Việt Nam đã ban nhiều sắc phong, hiện tại đền vẵn còn lưu giữ 11 sắc phong do vua triều Lê và triều Nguyễn ban cho thần chủ của đền.

## Tôn vinh
Do lập nhiều công lao, hai anh em Cao Sơn và Cao Các được nhiều nơi lập đền thờ như:
- Đền Phúc Trung, xã Ninh Phúc, thành phố Ninh Bình;
- Đền thôn Đồng, xã Khánh Lợi, Yên Khánh, Ninh Bình;
- Đền Xuân Hòa, xã Hưng Long, Hưng Nguyên, Nghệ An;
- Đền Ngọc Điền, Thị trấn Hưng Nguyên, Nghệ An;
- Đình Trụ Thạch, xã Lý Thành, Yên Thành, Nghệ An),...
- Đình Mõ, xã Hậu Thành, Yên Thành, Nghệ An;
- Đền Kim Lung, phường Mai Hùng, thị xã Hoàng Mai, Nghệ An;[7]
- Đền Rú Lá,	Nam Nghĩa, Nam Đàn	Nghệ An.
- Đền Giáp Cả,	Xuân Lâm, Nam Đàn	Nghệ An.[8]
- Miếu thờ Cao Các Đại vương trong tổ hợp đình Bích La, xã Triệu Đông, huyện Triệu Phong, tỉnh Quảng Trị.
- Đền thờ Cao Các Đại Vương ở xã Hoằng Thành, Hoằng Hóa, Thanh Hóa.
- Đình Phú Vinh và Nghè Phú Vinh, xã Hà Bình, Hà Trung, Thanh Hóa.
- Đền thờ Cao Các Khu phố Định Thọ II, thị trấn Phú Hòa, Phú Yên.